# دالة موجية كونية
الدالة الموجية الكونية عبارة عن المذهب القائل بأن الكون كله يجوز وصفه ب‍‍دالة موجية كبرى تصف كل الحالات المحتملة التي قد يكون عليها الكون.
تصف فيزياء الكم الخصائص الكامنة لأي شيء بما يسمى الدالة الموجية، والتي تضم كل الحالات المحتملة التي قد يكون عليها الشيء ولا تعد أيا منها الحالة الفعلية التي قد يكون عليها، وإنما تعين احتمالات لكل من الحالات. في بعض تأويلات فيزياء الكم، تتعلق الدالة الشيء الموجية ودالة محيطه، مولدة دالة أوسع تصف الحالات المحتملة للكل المكون من الشيء ومحيطه.